# Buccinaria pendula
Buccinaria pendula is een slakkensoort uit de familie van de Raphitomidae. De wetenschappelijke naam van de soort is voor het eerst geldig gepubliceerd in 1997 door Bouchet & Sysoev.